# むっく
むっく（1977年（昭和52年）7月29日 - ）は、日本の漫画家。男性。千葉県出身。千葉県立柏井高等学校、千葉工業大学卒業。同大学院工学研究科修士課程（電気工学専攻）修了。
大学在学中に同人活動を始め、『電撃コミックガオ!』2001年2月号にて『ころころころもちゃん』でプロデビュー。ほぼ同時にとらのあなでの連載も始める。同人サークル「MOOK-TV」主宰。

## 作品リスト

### 商業誌

#### 連載中
- 直球モエ・ナイン（IZUMI（とらのあな））
- とらのあなの美虎ちゃん（各誌・とらのあな広告漫画）
- 接客天魔 虎娘ちゃんズ（各誌・とらのあな広告漫画）
- 虎々ちゃんの創作日記（各誌・とらのあな広告漫画）

#### 連載終了
- 眼鏡のお年頃（まんがタイムきらら（芳文社） 単巻）
- ころころころもちゃん（電撃コミックガオ!（メディアワークス） 単巻）
- ホワイトロリータ（まんがタイムきらら（芳文社））
- ねこみの暮らし（電撃コミックガオ!（メディアワークス） 単巻）
- もえよん学園普通科（もえよん（双葉社））
- いちごいちえ（チャンピオンRED いちご（秋田書店））

### 同人誌
- オチケン

### ゲーム
- メダロット7（2012年9月13日） キャラクターデザイン
- メダロットDUAL（2013年11月14日） キャラクターデザイン